# Ber Borotjov
Dov Ber Borochov (ryska: Дов-Бер Борохов) född 3 juli 1881 i Zolotonosja, Guvernementet Poltava, Kejsardömet Ryssland, död 17 december 1917 i Kiev, Ukrainska folkrepubliken, var en marxistisk sionistisk teoretiker som var med till att skapa arbetarsionismen. Han var verksam huvudsakligen i Ryssland, efter 1907 även i Centraleuropa och USA.
Stringensen i det sionistiska projektet utvecklades efter första sionistkongressen av Ber Borotjov. Han argumenterade för "territoriell koncentration", som en lösning på bland annat "den judiska frågan". Han grundade Poale Zion, det marxistiska sionistpartiet som stödde den ryska revolutionen 1917.